# چاکتاو (لوئیزیانا)
چاکتاو (به انگلیسی: Choctaw) شهری در ایالت لوئیزیانا کشور ایالات متحده آمریکا است که جمعیت آن در سرشماری سال ۲۰۱۰ میلادی، ۸۷۹ نفر بوده‌است.